# Festival Efrouba du Livre de Grand-Lahou
 (août 2022).
La mise en forme du texte ne suit pas les recommandations de Wikipédia : il faut le « wikifier ».
Les points d'amélioration suivants sont les cas les plus fréquents :
- Les titres sont pré-formatés par le logiciel. Ils ne sont ni en capitales, ni en gras.
- Le texte ne doit pas être écrit en capitales (les noms de famille non plus), ni en gras, ni en italique, ni en « petit »…
- Le gras n'est utilisé que pour surligner le titre de l'article dans l'introduction, une seule fois.
- L'italique est rarement utilisé : mots en langue étrangère, titres d'œuvres, noms de bateaux, etc.
- Les citations ne sont pas en italique mais en corps de texte normal. Elles sont entourées par des guillemets français : « et ».
- Les listes à puces sont à éviter, des paragraphes rédigés étant largement préférés. Les tableaux sont à réserver à la présentation de données structurées (résultats, etc.).
- Les appels de note de bas de page (petits chiffres en exposant, introduits par l'outil «  Source ») sont à placer entre la fin de phrase et le point final[comme ça].
- Les liens internes (vers d'autres articles de Wikipédia) sont à choisir avec parcimonie. Créez des liens vers des articles approfondissant le sujet. Les termes génériques sans rapport avec le sujet sont à éviter, ainsi que les répétitions de liens vers un même terme.
- Les liens externes sont à placer uniquement dans une section « Liens externes », à la fin de l'article. Ces liens sont à choisir avec parcimonie suivant les règles définies. Si un lien sert de source à l'article, son insertion dans le texte est à faire par les notes de bas de page.
- La présentation des références doit suivre les conventions bibliographiques. Il est recommandé d'utiliser les modèles {{Ouvrage}}, {{Chapitre}}, {{Article}}, {{Lien web}} et/ou {{Bibliographie}}. Le mode d'édition visuel peut mettre en forme automatiquement les références.
- Insérer une infobox (cadre d'informations à droite) n'est pas obligatoire pour parachever la mise en page.

Pour une aide détaillée, merci de consulter Aide:Wikification.
Si vous pensez que ces points ont été résolus, vous pouvez retirer ce bandeau et améliorer la mise en forme d'un autre article.
 (juin 2023).
Le Festival-Efrouba est un festival ouest-africain consacré au livre et à la lecture,.
Il est organisé par des écrivains ivoiriens réunis au sein d'une structure culturelle, le Groupe Efrouba pour la Culture (GREC).
Il se déroule du 1ᵉʳ mercredi au 1ᵉʳ samedi du mois d’octobre à Abidjan et Grand-Lahou,.
L'évènement s'est implanté au fil du temps pour être aujourd'hui considéré comme un festival littéraire majeur en Côte d'Ivoire,.

## Description
L’objectif du festival est de faire la promotion des œuvres littéraires ivoiriens et/ou africains, ainsi que de permettre des contacts et des échanges entre professionnels du livre, afin de contribuer à l'essor, à la promotion du livre en Afrique, en tant que moyen d'expression, d'éducation et de conscientisation,.
Chaque année, les amoureux du livre, surtout la population scolaire et estudiantine, se retrouvent autour des auteurs locaux et étrangers à travers des panels, des cafés littéraires, des soirées du conte, des animations pour enfants et des récitals de poèmes,.

## Programmation
Ce festival accueille des auteurs de plusieurs nationalités : Togo, Bénin, Niger, Tchad, Burkina Faso, Mali, Afrique du Sud, Sénégal,Gabon,France et les États-Unis  et se termine par un don de livres aux bibliothèques scolaires de la région.

## Historique
Efrouba est un mot tiré de l’Avikam, langue parlée par les habitants du département de Grand-Lahou dans le Sud-Ouest de la Côte d’Ivoire,. Il désigne communément le papier ou le livre. Efrouba est devenu un concept culturel depuis le 15 juin 2015 par un trio d'écrivains originaires de la région et fondateurs de l’association culturelle dénommée « Groupe Éfrouba pour la Culture (GREC) » : Les professeurs de lettres modernes et d'anglais ; Jules DÉGNI, Hilaire KOBENA  et l'Éditeur Samuel DÉGNI ,.
Le Festival Éfrouba du Livre de Grand-Lahou se déroule annuellement après la rentrée des classes en Côte d'Ivoire.

## Les Prix

### Grand Prix Éfrouba
Le festival a institué un grand prix pour récompenser l’engagement des écrivains dans la promotion de la culture en Côte d'Ivoire.

### Prix du Mécène Éfrouba
Il est décerné un prix honorifique à un acteur culturel devancier de la Région des Grands Ponts (Jacqueville, Dabou et Grand-Lahou) pour sa contribution à la culture du citoyen ivoirien.

### Prix d'honneur Éfrouba
lI est aussi décerné un prix honorifique à une personne physique ou morale de la Région des Grands Ponts (Jacqueville, Dabou et Grand-Lahou) pour ses actions en faveur de la culture.

## Le don de livres aux bibliothèques scolaires
Lors du festival Éfrouba du livre de Grand-Lahou, les écrivains, les éditeurs, les libraires, les autorités politiques, administratives, religieuses et coutumières, les élus, les cadres, la population entière sont invités à acheter un ou plusieurs livres pour les offrir à une bibliothèque du département de Grand-Lahou.

## Lauréats du grand prix efrouba
Sont listés ci-dessous les récipiendaires du Grand Prix Efrouba depuis 2015 à 2021.
| Année | Pays invité d’honneur | Grand Prix Efrouba | Ouvrage |
| 2015  |                       | Marcel Éboï        |         |
| 2016  | Togo                  | Josette Abondio    |         |
| 2017  | Bénin,                | Régina Yaou        |         |
| 2018  | Sénégal,              | Paul Dagri         |         |
| 2019  | Niger                 | Gina Dick          |         |
| 2020  | non tenu              | Non décerné        |         |
| 2021  | Gabon                 | Non décerné        |         |